# Mildnerova vila
Mildnerova vila, která se nachází na Ruské ulici č. 8 v Bruntále, byla postavena na začátku 20. století jako rodinné a firemní sídlo. Vilu si podle vlastního projektu vystavěl významný bruntálský podnikatel Robert Mildner. V přízemí byl byt správce, sídlo firmy a projekční kancelář, v patře byl rozlehlý byt rodiny R. Mildnera. V podkroví bydleli svobodní zaměstnanci firmy.
Vila s původním oplocením, která je budovou volně stojící na okraji historického centra Bruntálu, si zachovala ráz z doby výstavby, včetně původního hrázděného štítu. Jedná se o stavbu s prvky pozdní secese a novoromantismu, u které se také zachovala vnitřní dispozice, mj. i schodiště a vitrážové okno. Původní je také štuková výzdoba, a to jak uvnitř, tak na fasádě, kde se zachoval i plán vily a příložník.

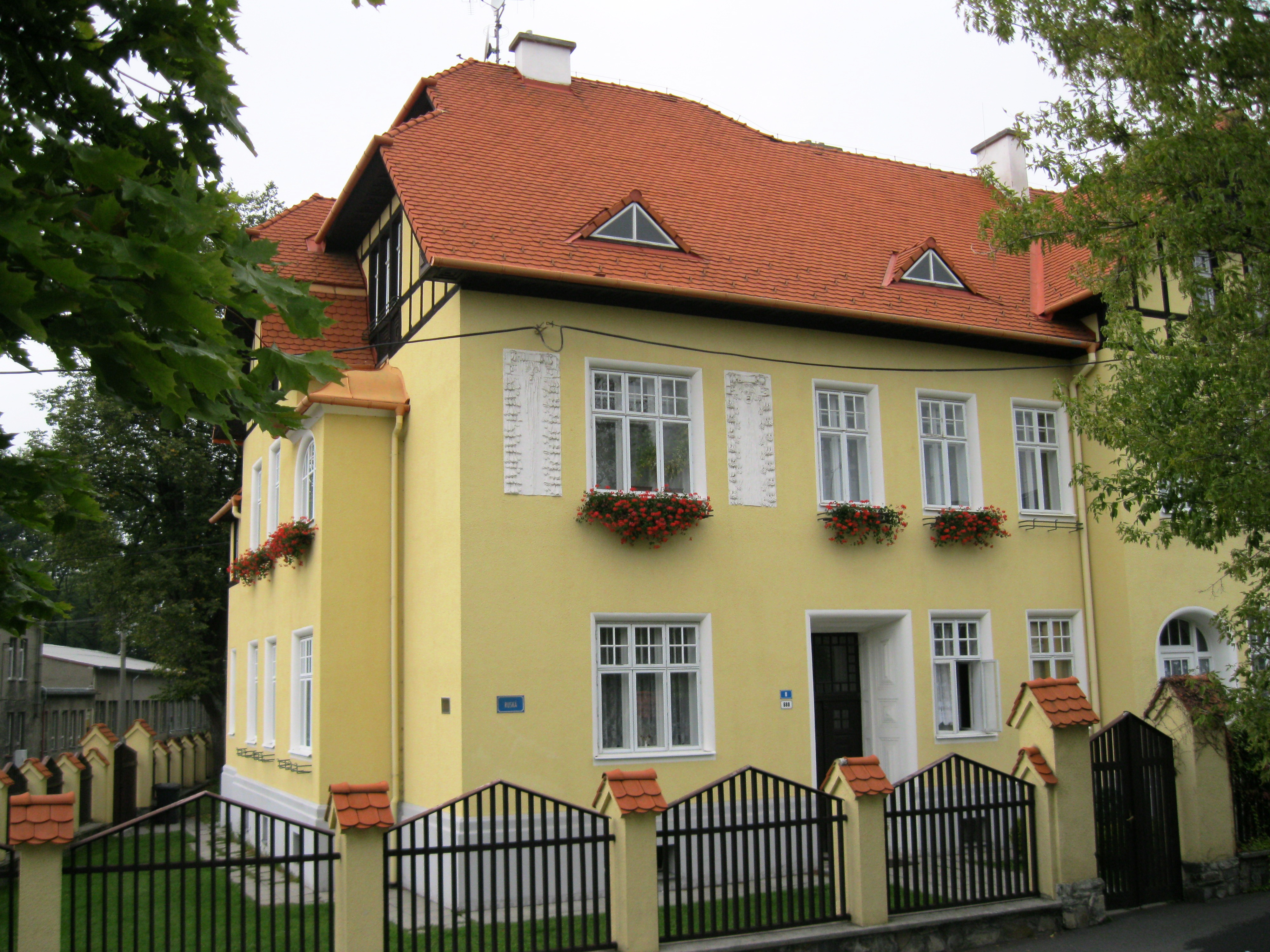
Mildnerova vila, Bruntál

Mildnerova vila v Bruntále, která je od r. 1995 součástí ochranného pásma městské památkové zóny, je od r. 1996 památkově chráněna; byla opravena na konci 20. století a začala být využívána jako bytový dům. 
Stejnojmenná vila byla také na začátku 20. století postavena Johannem Eduardem Mildnerem ve Varnsdorfu.